# Basilica of Saint Mary (Minneapolis)

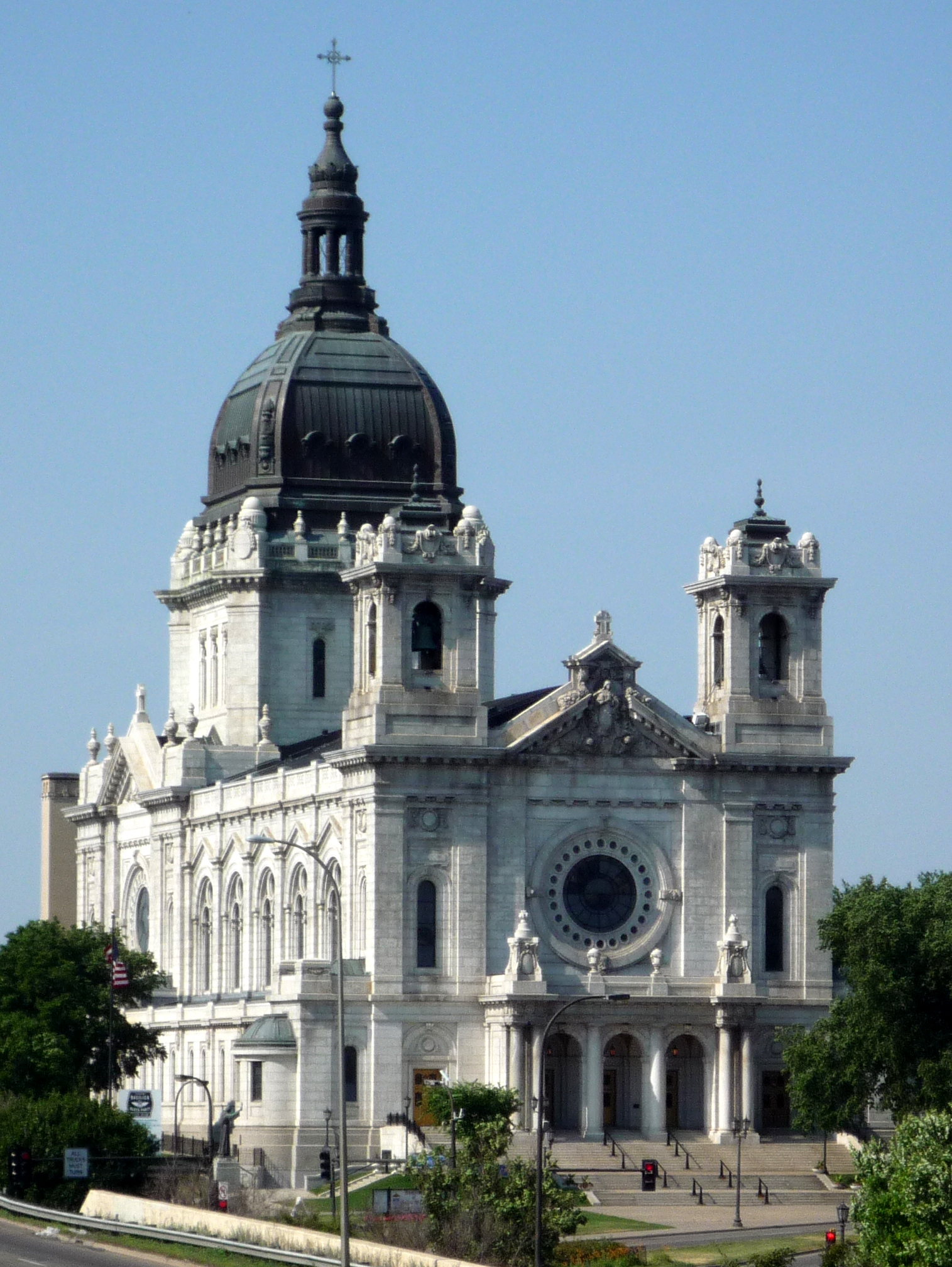
Basilica of Saint Mary of Minneapolis

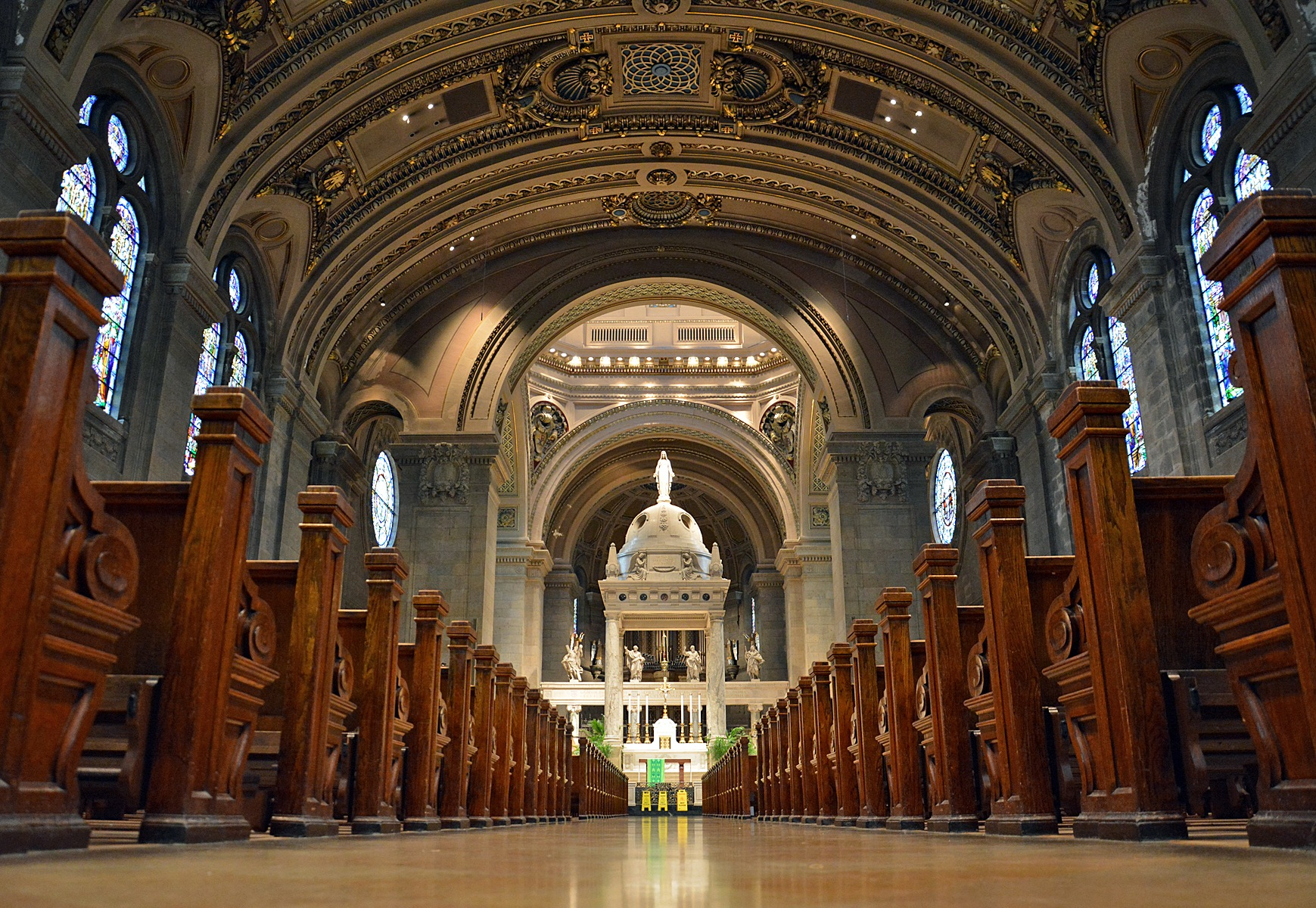
Innenansicht der Basilika

Die Basilica of Saint Mary ist eine Basilika in Minneapolis, Minnesota. Sie ist Konkathedrale der römisch-katholischen Erzdiözese Saint Paul und Minneapolis, deren Kathedrale St. Paul in Saint Paul ist.

## Geschichte
Zu Beginn des 20. Jahrhunderts kam in der rasch wachsenden Stadt Minneapolis der Wunsch auf, eine neue Kathedrale zu errichten. Weihnachten 1903 stellte Erzbischof John Ireland die ersten Pläne zum Bau vor, sodass knapp vier Jahre später am 7. August 1907 der erste Spatenstich erfolgen konnte. Architekt war Emmanuel Louis Masqueray. Nach sieben Jahren Bauzeit wurde am 31. Mai 1914 die erste heilige Messe in der neu erbauten Kathedrale abgehalten. 1926 erhielt sie während einer feierlichen Zeremonie mit Papst Pius XI. als erste Kathedrale in den Vereinigten Staaten den Status einer Basilica minor und wurde die Basilica of Saint Mary of Minneapolis. 1975 wurde sie in das National Register of Historic Places der Vereinigten Staaten aufgenommen.
Nachdem sich in den 1980er Jahren Wasserschäden auftaten, wurde damit begonnen, die Kathedrale zu renovieren. Zudem wurde die alte Kuppel durch eine neue ersetzt. 2000 wurden jedoch erneut Wasserschäden festgestellt, welche weitere Sanierungsmaßnahmen erforderlich machen.
Seit 1995 findet jährlich die Basilica Block Party, ein zweitägiges Musikfestival, statt. Die Einnahmen daraus kommen der Erhaltung der Kathedrale und Bedürftigen zugute.

## Ausstattung

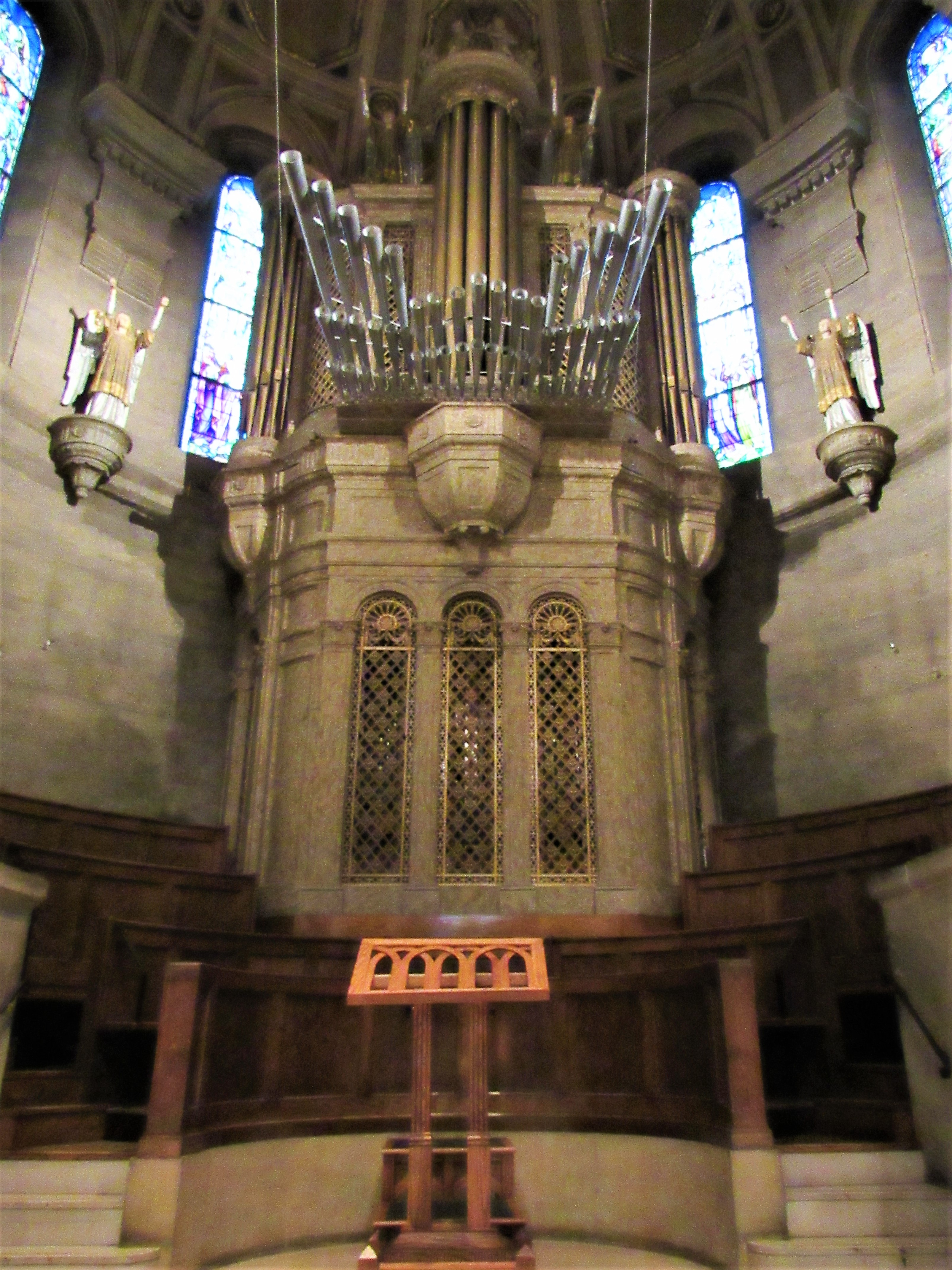
Blick auf die Orgel

Die Orgel wurde 1949 von dem Orgelbauer Wicks Organ Co erbaut. Das Instrument hat 80 Register auf fünf Manualwerken und Pedal. Im Jahre 2008 wurde das Instrument von der Erbauerfirma reorganisiert und neuen elektrischen Trakturen und einem neuen Spieltisch ausgestattet.
| I Great Organ C–cf       |         |
| Diapason                 | 16′     |
| First Diapason           | 08′     |
| Second Diapason          | 08′     |
| Stentorphone (Solo)      | 08′     |
| Hohl Flute               | 08′     |
| Gemshorn                 | 08′     |
| Principal                | 04′     |
| Rohr Flute               | 04′     |
| Quint                    | 02 ⁄3′  |
| Super Octave             | 02′     |
| Tierce                   | 01 3⁄5′ |
| Cornet III (Solo)        |         |
| Mixture III              |         |
| Mixture IV-VI            |         |
| Herald Mixture VI (Solo) |         |
| Herald Scharff IV        |         |
| Harmonic trumpet         | 08′     |
| Chimes                   |         |

| II Swell Organ C–c4      |     |
| Flûte Conique (Ext.)     | 16′ |
| Geigen Diapason          | 08′ |
| Flûte Conique            | 08′ |
| Viole de Gamba           | 08′ |
| Viole Celeste            | 08′ |
| Geigen Octave            | 04′ |
| Flute Triangular         | 04′ |
| Gambette                 | 04′ |
| Octavin                  | 02′ |
| Piccolo                  | 02′ |
| Plein Jeu III            |     |
| Mixture IV               |     |
| Trombone (Ext)           | 16′ |
| Trompette Harmonic       | 08′ |
| Clairon Harmonique (Ext) | 04′ |
| Tremulant                |     |

| III Choir Organ C–c4 |        |
| Violin Diapason      | 08′    |
| Viola                | 08′    |
| Gedeckt              | 08′    |
| Spitz Flute          | 08′    |
| Unda Maris           | 08′    |
| Koppel Flute         | 04′    |
| Octave               | 04′    |
| Doublette            | 02′    |
| Spitz Piccolo (Ext)  | 02′    |
| Quint (Ext)          | 01 ⁄3′ |
| Mixture III-IV       |        |
| Scharff III          |        |
| Vox Humana           | 08′    |
| Tremulant            |        |

| IV Solo Organ C–c4    |     |
| Stentorphone          | 08′ |
| Gross Flute           | 08′ |
| Viol d’Orchestra      | 08′ |
| Viol Celeste          | 08′ |
| Stentor Octave (Ext)  | 04′ |
| Major Fifteenth       | 02′ |
| Cornet III            |     |
| Corno di Bassetto     | 08′ |
| Tuba Mirabilis        | 08′ |
| Tuba Clarion          | 04′ |
| Bombarde (Gt)         | 16′ |
| Harmonic Trumpet (Gt) | 08′ |
| Clarion (Gt)          | 04′ |
| Tremulant             |     |

| IV Herald Organ C–c4 |     |
| Herald Fanfare       | 16′ |
| Herald Fanfare       | 08′ |
| Herald Fanfare       | 04′ |
| Cornet V (Solo)      | 08′ |
| Zimbelstern          |     |

| Pedal Organ C–g1 |     |
| Resultant        | 32′ |
| Sub Bourdon      | 32′ |
| Principal        | 16′ |
| Open Diapason    | 16′ |
| Violone          | 16′ |
| Bourdon          | 16′ |
| Flûte Conique    | 16′ |
| Octave           | 08′ |
| Bourdon          | 08′ |
| Flûte Conique    | 08′ |
| Cello            | 08′ |
| Octave           | 04′ |
| Mixture III      |     |
| Bombarde         | 32′ |
| Bombarde         | 16′ |
| Trombone         | 16′ |
| Bombarde         | 08′ |
| Clarion          | 04′ |

- Anmerkungen:

(Great) = Transmission aus dem II. Manualwerk (Great Organ)
(Solo) = Transmission aus dem IV. Manualwerk (Solo Organ)
(Ext) = Extendiertes Register